# 2619-es mellékút (Magyarország)
A 2619-es számú mellékút egy bő hat kilométeres, négy számjegyű mellékút (országos közút) Borsod-Abaúj-Zemplén vármegyében.

## Nyomvonala
A 26-os főútból ágazik ki, annak a 4+800-as kilométerszelvénye közelében, Szirmabesenyő nyugati külterületei között. Kelet felé indul, mintegy 650 méter megtétele után keresztezi a Miskolc–Bánréve–Ózd-vasútvonal és a Miskolc–Tornanádaska-vasútvonal közös szakaszát, Szirmabesenyő megállóhely térségének déli széle mellett. Végighalad a település központján, majd 2,5 kilométer megtétele után keresztezi a Sajót. Negyedik kilométerének teljesítése után lép át Sajóvámos külterületére, ahol az 5+600-as kilométerszelvénye közelében átszeli a Kis-Sajót is. Utóbbi település központjában ér véget, becsatlakozva a 2617-es útba, annak 16+350-es kilométerszelvénye közelében.
Teljes hossza az országos közutak térképes nyilvántartását szolgáló kira.gov.hu adatbázisa szerint 6,436 kilométer.